# Calendario babilonese
Il calendario babilonese era un modello di calendario lunare teorico sviluppato dagli astronomi babilonesi, che consisteva di mesi lunari sinodici medi.

## Informazioni di base

Animazione delle fasi lunari

Il calendario lunare babilonese fu utilizzato come un sistema uniforme di registrazione del tempo e di previsione di eventi lunari e planetari. Ha quindi avuto il carattere di un calendario astronomico di previsione, le cui previsioni corrispondevano con le registrazioni di eventi reali nel calendario babilonese.
I Babilonesi divisero il mese sinodico medio in 30 unità di effemeridi planetarie; queste unità sono state applicate anche in termini di calcolo del cerchio massimo come unità di tempo.
Le unità di tempo così determinate non recavano alcun nome speciale, ma le chiamavano semplicemente "giorni", che potevano durare al massimo un giorno del calendario effettivo del calendario babilonese.
La base di calcolo del giorno lunare babilonese è la stessa del tithi indiano.
Nel calendario lunare babilonese, il giorno della comparsa della prima falce di luna cadeva sempre il primo o il trentesimo giorno, considerando che il principio era: se si osserva il giorno della prima falce il 30, questo giorno è considerato il primo giorno del mese successivo.
Entrambi i mesi intercalari Addaru II e Ululu II avevano di base lo stesso sistema.]

## Nomi dei mesi
I nomi babilonesi dei mesi lunari e dei mesi del calendario, che ebbero origine nel periodo antico babilonese (2000-1600 a.C.), derivano dal precedente calendario di Nippur.
| Nomi dei mesi in diverse epoche e regioni |                                                    |                      |                      |                     |
| N.ro mese                                 | Calendario babilonese                              | Calendario di Nippur | Calendario di Ur III | Calendario di Lagaš |
| 1                                         | Nisannu (bar)                                      | Bara-zag-gar-ra      | Maš-du-ku            | Gan-maš             |
| 2                                         | Ajaru (gu4)                                        | Ezen-gu4-si-su       | Šeš-da-ku            | Gu4-du-bi-sar-sar   |
| 3                                         | Simanu (sig4)                                      | Sig4-ga              | U5-bi-ku             | Ezen-dLi9-si4       |
| 4                                         | Du'uzu (šu)                                        | Šu-numun             | Ki-sig-dNin-a-zu     | Šu-numun            |
| 5                                         | Abu (izi)                                          | NE-NE-gar-ra         | Ezen-dNin-a-zu       | Munux-(DIM4)-ku     |
| 6                                         | Ululu (kin)                                        | Kin-dInanna          | A-ki-ti              | Ezen dDumu-zi       |
| 7                                         | Tašritu (du6)                                      | Du6-ku               | Ezen-dŠul-gi         | Ezen-dŠul-gi        |
| 8                                         | Araḫsamna (apin)                                   | Apin-du8-a           | Šu-eš-ša             | Ezen-dBa-ba6        |
| 9                                         | Kislimu (gan)                                      | Gan-gan-e            | Ezen-maḫ             | Mu-šu-du7           |
| 10                                        | Tebetu (ab)                                        | Ab-e                 | Ezen-an-na           | Amar-a-a-si         |
| 11                                        | Šabatu (ziz)                                       | Ziz-a                | Ezen-me-ki-gal       | Še-gur10-ku5        |
| 12                                        | Addaru (še)                                        | Še-gur10-ku5         | Še-gur10-ku5         | Še-il-la            |
| intercalari                               | Addaru II (DIR, dirig) Ululu II (KIN-2-KAM, 2-KAM) |                      |                      |                     |